# PurPur
PurPur ist ein deutsches Folk-Musikduo. Die beiden Schwestern Christine und Judith (alias Gabria und Leonora) bezeichnen ihre Musik selbst als textlastigen, instrumental-purpuristischen Mittelalter-Fantasy-Zwillings-Folk. Das Repertoire besteht größtenteils aus Eigenkompositionen, aber auch Traditionals gehören zum Programm.
PurPur sind regelmäßig bei Mittelaltermärkten, Liverollenspielen, wo sie auch ihre Wurzeln haben, und Festivals zu Gast. Ihr Lied Wolfskind wurde von Elfenthal (John Kelly & Maite Itoiz) gecovert und auf deren Album An Ancient Story veröffentlicht. Im Gegenzug befindet sich auf der PurPur-CD ZwieGesang eine von Maite Itoiz arrangierte Version des Liedes.
Gabria und Leonora singen vor allem in deutscher Sprache, aber es finden sich auch englischsprachige Stücke auf ihren Alben.
Gabria ist außerdem auch Mitglied der Gruppe Heiter bis Folkig & als Solokünstlerin unterwegs.

## Diskografie
- 2008: Gabria & Leonora (Rerelease in kompletter Neuaufnahme 2015)
- 2010: ZwieGesang (Rerelease in kompletter Neuaufnahme 2017)
- 2013: ZwillingsFolk
- 2017: Maidenwerk
- 2022: PurPuresque (Cover-Album)

Zusammen mit dem Mittelalter-Folk-Duo 'Saitenweise' unter dem Namen 'Klanggespinst'
- 2015: Zankapfel

## Auszeichnungen
PurPur waren Sieger des Bardenwettbewerbs des Conquest of Mythodea 2009 sowie Gewinner des New Comer Awards in der Kategorie „Spielleute“ des Festival-Mediaval 2009.